# Ljuset vi inte ser
Ljuset vi inte ser (engelska: All the Light We Cannot See) är en amerikansk historisk dramaserie från 2023 vars första säsong består av 4 avsnitt. Den hade premiär på Netflix den 2 november 2023. Serien är regisserad av Shawn Levy och den är baserad på  Anthony Doerrs Pulitzer Prize-vinnande bok med samma namn.

## Handling
Serien kretsar kring två tonåringar liv under andra världskriget, och hur deras liv vävs samman. Dels följer serien Marie-Laure Leblanc som en blind fransk flicka som söker skydd hos en släkting, och dels Werner Pfennig som är expert på radioreparationer, och som under kriget strider för nazityskland.

## Roller i urval
- Aria Mia Loberti – Marie-Laure LeBlanc
  - Nell Sutton – Marie-Laure LeBlanc som ung
- Mark Ruffalo – Daniel LeBlanc
- Hugh Laurie – Etienne LeBlanc
- Louis Hofmann – Werner Pfennig
- Lars Eidinger – Reinhold von Rumpel
- Andrea Deck – Sandrina
- Luna Wedler – Jutta
- Marion Bailey